# Zwierzyniec (Wierzbno)
Zwierzyniec – przysiółek wsi Wierzbno w Polsce, położony w województwie opolskim, w powiecie nyskim, w gminie Otmuchów.
W latach 1975–1998 przysiółek należał administracyjnie do województwa opolskiego.
Przed 1 stycznia 2005 roku miejscowość nosiła nazwę urzędową Zwierzętnik, nieakceptowaną przez miejscową ludność.

## Pałacyk
W miejscowości od początku XVIII wieku istnieje pałac myśliwski w stylu barokowym zbudowany przez biskupa wrocławskiego Franciszka Ludwika Neuburga w latach 1713-1714. Pracami budowlanymi kierował architekt Michael Klein. Obiekt jest obecnie własnością prywatną.

## Zabytki
Do wojewódzkiego rejestru zabytków wpisany jest:
- zespół pałacyku myśliwskiego:
  - pałacyk myśliwski, z l. 1713-1714
  - park, z poł. XIX w.